# 백합강

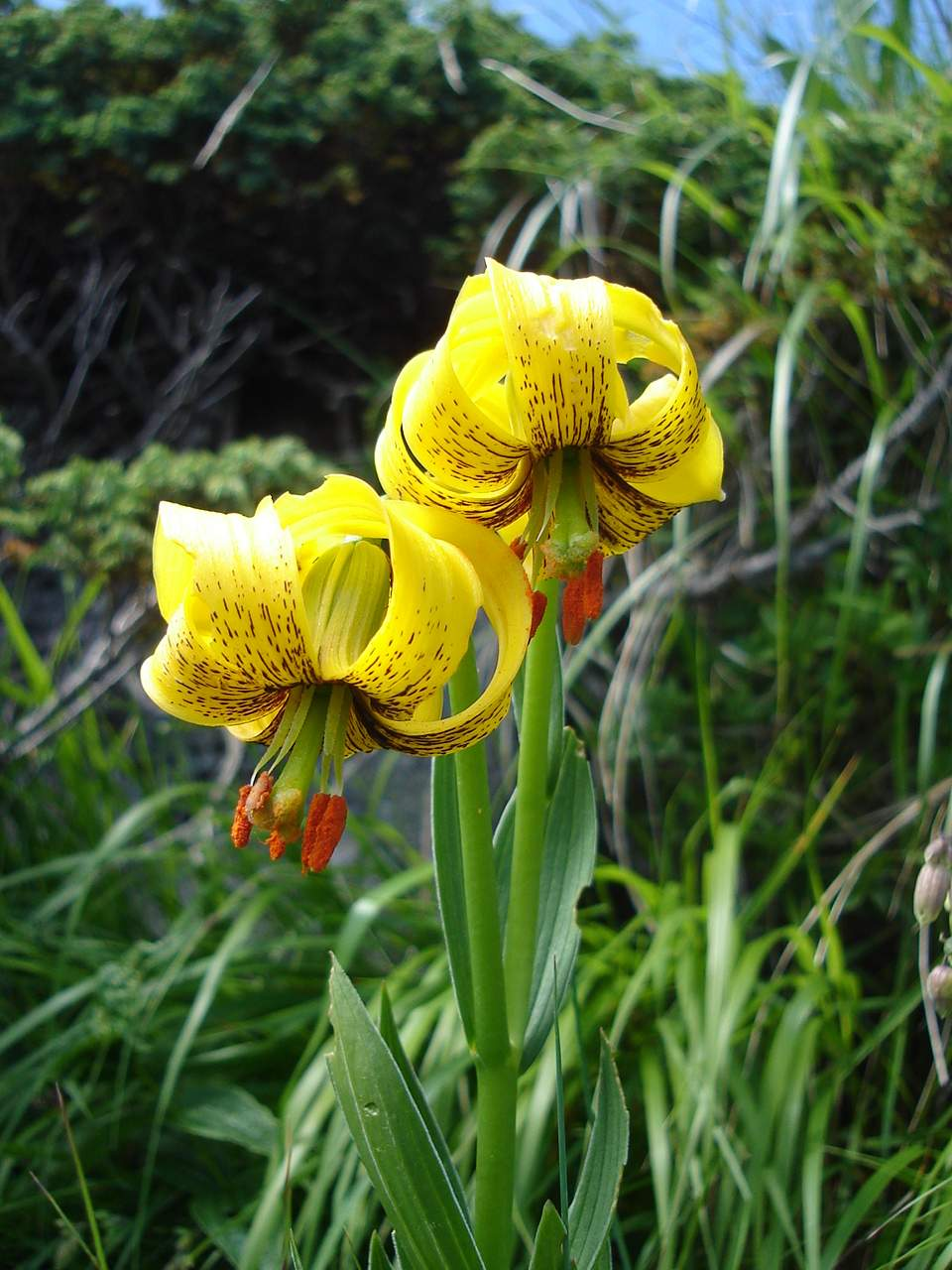

백합강(Liliopsida)은 백합과를 포함하고 있는 식물 강 명칭의 하나이다. 외떡잎식물군의 이명(또는 거의 같은 의미)으로 간주된다. 이 이름은 스코폴리(Scopoli, 1760년)에 의해 발표됐다. 이 이름, Liliopsida(백합강)는 Liliaceae(백합과)의 접미사 -aceae를 접미사 -opsida로 바꾸어 만들었다.(국제 식물명 규약(ICBN) 제16조).
백합강의 분류는 원칙적으로 사용되는 식물 분류 체계만큼이나 다양한 게 사실이지만, 이 이름은 실제로는 크론퀴스트 분류 체계와 비슷한 타흐따잔 분류 체계에 매우 강력하게 연결되어 있다.
요약하면, 외떡잎식물군의 이름은 다음과 같았다.:
- 외떡잎식물강 (Monocotyledoneae) : 드 캉돌 분류 체계, 엥글러 분류 체계.
- 외떡잎식물강 (Monocotyledones) :  벤섬과 후커 분류 체계, 베트슈타인 분류 체계
- 백합강 (Liliopsida) : 타흐따잔 분류 체계, 크론퀴스트 분류 체계 (리빌 분류 체계도 사용).
- 백합아강 (Liliidae) : 달그렌 분류 체계, 손 분류 체계 (1992년).
- 외떡잎식물군 (monocots) : APG 분류 체계, APG II 분류 체계.

각각의 분류 체계는 위에서 언급한 바와 같이 이 식물군에 대한 자체의 분류 명을 사용하고 있다.

## 타흐따잔 체계의 백합강 분류
타흐따잔 분류 체계 내의 분류는 아래와 같다.
- 백합강 (Liliopsida) [ = 외떡잎식물군 (monocotyledons)]
백합아강 (Liliidae)
백합상목 (Lilianae)
마상목 (Dioscoreanae)
닭의장풀아강 (Commelinidae)
파인애플상목 (Bromelianae)
물옥잠상목 (Pontederianae)
생강상목 (Zingiberanae)
닭의장풀상목 (Commelinanae)
히다텔라상목 (Hydatellanae)
골풀상목 (Juncanae)
벼상목 (Poanae)
종려아강 (Arecidae)
종려상목 (Arecanae)
택사아강 (Alismatidae)
택사상목 (Alismatanae)
트리우리스아강 (Triurididae)
트리우리스상목 (Triuridanae)
천남성아강 (Aridae)
천남성상목 (Aranae)
시클란투스상목 (Cyclanthanae)
판다누스상목 (Pandananae)
부들상목 (Typhanae)

## 크론퀴스트 체계의 백합강 분류
크론퀴스트 분류 체계 내의 분류는 아래와 같다.
- 백합강 (Liliopsida) [ = 외떡잎식물군 (monocotyledons)]
택사아강 (Alismatidae)
시클란투스목 (Cyclanthales)
천남성목 (Arales)
닭의장풀아강 (Commelinidae)
닭의장풀목 (Commelinales)
곡정초목 (Eriocaulales)
레스티오목 (Restionales)
골풀목 (Juncales)
사초목 (Cyperales)
히다텔라목 (Hydatellales)
부들목 (Typhales)
생강아강 (Zingiberidae)
파인애플목 (Bromeliales)
생강목 (Zingiberales)
백합아강 (Liliidae)
백합목 (Liliales)
난초목 (Orchidales)

## 리빌 체계의 백합강 분류
리빌 분류 체계 내의 분류는 아래와 같다.
- 백합강 (Liliopsida)
택사아강 (Alismatidae)
부토무스상목 (Butomanae)
택사상목 (Alismatanae)
트리우리스아강 (Triurididae)
천남성아강 (Aridae)
창포상목 (Acoranae)
천남성상목 (Aranaea)
시클란투스상목 (Cyclanthanae)
판다누스상목 (Pandananae)
백합아강 (Liliidae)
종려아강 (Arecidae)
종려상목 (Arecanae)
닭의장풀아강 (Commelinidae)
파인애플상목 (Bromelianae)
물옥잠상목 (Pontederianae)
닭의장풀상목 (Commelinanae)
히다텔라상목 (Hydatellanae)
부들상목 (Typhanae)
골풀상목 (Juncanae)
생강아강 (Zingiberidae)
생강상목 (Zingiberanae)